# حصن منابر
حصن منابر وهو أحد الحصون الأثرية اليمنية القديمة ويقع غربي جبل حفاش ويطل على مدينة المهجم بتهامة وذكره مؤلف العقود اللؤلوية فـي تاريخ الدولة الرسولية (634 هـ).

## الوصف
أهم ما تبقى من معالمه بقايا سور دائري الشكل وبقايا أبراج دفاعية مزودة بمزاغل وسقاطات حربية، كما يتضمن الحصن المدافن للحبوب والغلال محفورة في الصخر إضافة إلى برك وصهاريج لخزن المياه.